# Tragidion carinatum
Tragidion carinatum là một loài bọ cánh cứng trong họ Cerambycidae.